# 駒村純一
駒村 純一（こまむら じゅんいち、1950年5月3日 - 2024年12月18日）は、日本の経営者。森下仁丹社長を務めた。

## 経歴
東京都出身。1973年に慶應義塾大学工学部を卒業し、同年に三菱商事に入社。2003年8月に森下仁丹に転じ、2004年6月に取締役に就任し、2005年4月に専務を経て、2006年10月には社長に就任。2019年4月には会長に就任。
2024年12月18日、死去。74歳没。